# 戦争をさせない1000人委員会
戦争をさせない1000人委員会（せんそうをさせない1000にんいいんかい）は、2014年3月4日に発足した、日本の社会運動団体。戦争させない・9条壊すな!総がかり行動実行委員会の主要な参加団体の1つである。
連合会館の平和フォーラムの中に1000人委員会の事務局を置く。社会党系の旧総評系の団体（日教組・自治労、国鉄など）が主軸を担う。

## 概要・沿革
2013年12月6日、第二次安倍政権は特定秘密保護法を強行採決・成立させた。2014年1月24日、安倍晋三首相は施政方針演説で、集団的自衛権の行使を容認する憲法解釈の変更について言及。「対応を検討する」と述べ、変更に意欲を示した。
こうした動きを受けて、大江健三郎ら16人の発起人は2014年2月、「戦争への道を突き進む政府の暴走を阻止」するためとして、「戦争をさせない1000人委員会」を立ち上げるとの声明を発表した。声明発表時の発起人のメンバーは雨宮処凜、内橋克人、大江健三郎、大田昌秀、奥平康弘、小山内美江子、落合恵子、鎌田慧、香山リカ、倉本聰、佐高信、瀬戸内寂聴、高橋哲哉、高良鉄美、田中優子、山口二郎。同年3月4日、参議院議員会館会議室にて108人の呼びかけによる結成集会が開かれた。事務局長は弁護士の内田雅敏が務めることとなった。
2014年6月12日、集団的自衛権容認に反対する175万人の署名を集め、衆参議長に提出。しかし7月1日、政府は従来の憲法解釈を変更し、集団的自衛権の行使を容認することを、ついに閣議決定した。同日夜、本団体は大江らが中心となって東京都千代田区で記者会見し、抗議の声を上げた。同日には「戦争をさせない1000人委員会」が呼びかけたことで、首相官邸前で数千人が集まるというデモ活動が実施された。
2015年2月、本団体、解釈で憲法9条を壊すな!実行委員会、戦争する国づくりストップ!憲法を守り・いかす共同センターの3団体で構成される「戦争させない・9条壊すな!総がかり行動実行委員会」が結成。
2022年7月22日、政府は、安倍晋三の国葬を日本武道館で9月27日に行うことを閣議で決めた。各地で国葬に反対する市民運動が行われる中、8月31日、首都圏の市民団体など79の団体でつくる「安倍元首相の『国葬』に反対する実行委員会」は国会前でデモを行った。「戦争をさせない1000人委員会」は中心となってデモをとりまとめ、事務局長の内田は冒頭で「安倍氏と旧統一教会には深い関係があったことが白日のもとにさらされている。最後まで大きな声で国葬反対を訴え続けましょう」と訴えた。デモには約4000人が参加した。